# 大河内味張
大河内 味張（おおしこうち の あじはり、生没年不詳）は、日本古代の6世紀前半の豪族で凡河内国造の一人。姓は直。別名は黒梭（くろひ）。

## 経歴
大河内氏（凡河内氏）は、天照大神と素戔嗚尊が誓約をした際に生まれた天津彦根命の子孫と称する一族であり、凡河内国造の一族である。雄略天皇9年に宗像神社で采女を犯して殺害された凡河内香賜は味張の一族である。彼が三島郡藍原で捕らえられ、殺されたことは以下の記述とも関係が深いものと思われる。
安閑天皇元年（推定534年）7月、天皇は皇后の名前を世に広めるために皇后の名を冠した屯倉を設置しようとし、勅使により良田を探させた。ところが、味張は、田を献上するのが惜しくなり、以下のように答えた。
「この田は天旱（日照り）すると水を送りにくくなり、潦水（いさらみず＝少しばかりの溢れ出る水）があると、水浸しになりやすいのです。苦労することが極端に多く、収穫は甚だ少ないのです」
勅使はその言葉を信じて帰っていった。
ところが、その年の閏12月、天皇は大伴金村を引き連れてにわかに大河内氏の根拠地である三嶋へ行幸し、良田を県主の飯粒（いいぼ）に問われた。飯粒は竹村（たかふ）の土地40町をすすんで天皇に献上した。これにより味張の嘘が露顕し、「今後、郡司（国造）の役を務めてはならない」と言い渡された。味張は畏れ畏まり、地にひれ伏して冷や汗を流しつつ、
「自分の罪は万死に当たります。今後は钁丁（くわよほろ）を春に500人、秋に500人天皇にたてまつって、子々孫々絶やしません。これによって許しを請い、のちのちのいましめとします」
こう言った上で、別に大伴金村に河内の狭井田（さいた）6町を贈ったという。このようにして、河内県の部曲を田部とすることが始まった、という。
これは屯倉の設置により起きた事件であり、安閑天皇の父である継体天皇が仁徳天皇の血を引く先の王統の継承者であることの保障と、王権の経済基盤を同時に確保しようとした政策の結果であろうと、平林章仁は述べている。
凡河内（大河内）直一族は、天武天皇12年（683年）に連姓を、天武天皇14年（685年）に忌寸姓を賜与されている。